# ГЕС Озарк
ГЕС Озарк – гідроелектростанція у штаті Арканзас (Сполучені Штати Америки). Знаходячись між ГЕС Clyde T. Ellis (32,4 МВт, вище по течії) та ГЕС Dardanelle, входить до складу каскаду на річці Арканзас, правій притоці Міссісіпі (басейн Мексиканської затоки). 
В межах проекту річку перекрили бетонною гравітаційною греблею довжиною біля 0,5 км, яка включає розташований біля лівого берегу судноплавний шлюз з розмірами камери 183х34 метри та інтегрований у правобережну частину машинний зал. Гребля утримує витягнуте по долині Арканзасу на 58 км водосховище з площею поверхні 42,9 км2. 
Основне обладнання станції становлять п’ять пропелерних турбін мало поширеного типу – з похилою віссю. Первісно вони мали потужність по 20,8 МВт, проте у 2003-му були модернізовані до показника у 25,2 МВт. Під час роботи гідроагрегати використовують напір від 4,3 до 11 метрів (номінальний напір 7,9 метра).
Управління роботою станції здійснюється дистанційно з ГЕС Dardanelle.